# 広島県指定文化財一覧
広島県指定文化財一覧（ひろしまけんしていぶんかざいいちらん）は、広島県指定の文化財や史跡等を一覧形式でまとめたものであるが、全てを掲載しているわけではない。

## 有形文化財

### 建造物
- 結界石 〔世羅町甲山〕 1953年6月23日指定
- 熊野神社宝蔵 〔三次市畠敷町〕 1953年10月20日指定
- 多家神社の宝蔵 附神輿1 〔府中町宮の町〕 1954年4月23日指定
- 弁天島塔婆（九層石塔婆） 〔福山市鞆町〕 1954年9月29日指定
- 廃万福寺塔婆（七層石塔婆） 〔世羅町堀越〕 1954年9月29日指定
- 安楽院本堂 附三門1棟 〔世羅町甲山〕 1955年1月31日指定
- 明王院山門 〔福山市草戸町〕 1955年3月30日指定
- 青目寺塔婆（五層石塔婆） 〔府中市本山町〕 1955年3月30日指定
- 宝蔵寺宝篋印塔 〔庄原市本町〕 1955年9月28日指定
- 日吉神社宝塔 〔府中市本山町〕 1957年2月5日指定
- 沼名前神社鳥居 〔福山市鞆町〕 1957年2月5日指定
- 粟島神社鳥居 〔世羅町甲山〕 1957年2月5日指定
- 宝篋印塔 〔福山市新市町〕 1958年1月18日指定
- 今高野山総門 〔世羅町甲山〕 1959年10月30日指定
- 万年寺僧侶墓碑（無縫塔･銘扶岩･銘長安･無銘 墓碑･銘永禄四年鳳庵隣禅師･銘平翁均禅師 宝篋印塔･銘天文十六寿岳楽栄 五輪塔･無銘） 〔世羅町川尻〕 1959年10月30日指定
- 石造五輪塔 〔三次市布野町〕 1961年4月18日指定
- 明王院書院 〔福山市草戸町〕 1962年3月29日指定
- 明王院庫裏 〔福山市草戸町〕 1962年3月29日指定
- 磐台寺客殿 〔福山市沼隈町〕 1962年3月29日指定
- 石造宝篋印塔 正平十の銘あり 〔府中市上下町〕 1963年4月27日指定
- 枝の宮八幡神社本殿 〔北広島町大朝〕 1965年4月30日指定
- 極楽寺本堂 〔廿日市市原〕 1967年5月8日指定
- 三滝寺多宝塔 〔広島市西区三滝町〕 1968年1月12日指定
- 神辺本陣 〔福山市神辺町〕 1969年4月28日指定
- 西國寺仁王門 〔尾道市西久保町〕 1969年4月28日指定
- 児玉家住宅 〔安芸高田市甲田町〕 1973年5月30日指定
- 寿福寺禅堂 〔庄原市東城町〕 1984年1月23日指定
- 楽音寺本堂 附宥文墓碑銘石 〔三原市本郷町〕 1987年3月30日指定
- 旧佐々木家住宅 〔三次市三和町〕 1987年3月30日指定
- 光照寺山門 〔福山市沼隈町〕 1988年12月26日指定
- 光照寺鐘撞堂 〔福山市沼隈町〕 1988年12月26日指定
- 大慈寺観音堂 附 厨子1基 棟札2枚 〔三次市吉舎町〕 1989年11月20日指定
- 千葉家書院 書院､廊下及び浴室､浴室､本門及び築地塀､土蔵 〔海田町中店〕 1991年4月22日指定
- 佐々井厳島神社本殿内玉殿 附 鳥居扁額1枚 棟札1枚 〔安芸高田市八千代町〕 1991年12月12日指定
- 常盤神社本殿内玉殿 〔安芸高田市八千代町〕 1991年12月12日指定
- 願福寺薬師堂 〔安芸太田町戸河内〕 1991年12月12日指定
- 観現寺厨子 〔東広島市西条町〕 1992年10月29日指定
- 観音寺本堂 附 棟札1枚 〔福山市北吉津町〕 1992年10月29日指定
- 観音寺表門 〔福山市北吉津町〕 1992年10月29日指定
- 住吉神社本殿・瑞垣及び門 附 覆屋1棟 幣殿1棟 棟札3枚 〔呉市豊町〕 1996年9月30日指定
- 恵美須神社本殿・拝殿 附 覆屋1棟 棟札2枚 〔呉市豊町〕 1996年9月30日指定
- 吉備津神社神楽殿 〔福山市新市町〕 1997年5月19日指定
- 極楽寺本堂 〔三原市東町〕 1997年9月25日指定
- 稲生神社本殿 附棟札2枚 〔世羅町上津田〕 1999年4月19日指定
- 旧大浜埼通航潮流信号所 通航信号塔 昼間潮流信号機 旗竿 〔尾道市因島大浜町〕 2011年4月21日指定

### 絵画
- 絹本著色弘法大師画像 〔世羅町甲山〕 1953年6月23日指定 ※龍華寺
- 絹本著色水野忠重画像 〔福山市寺町〕 1953年10月20日指定 ※賢忠寺
- 絹本著色水野勝成画像 〔福山市寺町〕 1953年10月20日指定 ※賢忠寺
- 絹本著色弘法大師画像 〔福山市蔵王町〕 1954年9月29日指定
- 絹本著色弘法大師絵伝 〔尾道市東久保町〕 1955年3月30日指定 ※浄土寺
- 絹本著色弘法大師像 〔尾道市西久保町〕 1955年3月30日指定
- 絹本著色地蔵菩薩像 〔尾道市西久保町〕 1955年3月30日指定
- 絹本著色親鸞上人絵伝 〔福山市沼隈町〕 1955年3月30日指定 ※光照寺
- 紙本著色竹林寺縁起絵巻 〔東広島市河内町〕 1956年3月30日指定 ※竹林寺
- 絹本著色十六善神像 〔三次市三良坂町〕 1958年1月18日指定 ※田利八幡神社所有（広島県立歴史民俗資料館に寄託）
- 絹本著色阿弥陀三尊来迎図 〔広島市南区堀越〕 1961年4月18日指定
- 紙本著色隅屋鉄山絵巻 〔安芸太田町加計〕 1961年4月18日指定
- 絹本著色法然上人像 〔尾道市東土堂町〕 1962年7月20日指定 ※光明寺
- 絹本著色浄土真宗明光派先徳像 〔福山市駅家町〕 1963年11月4日指定
- 絵馬（そう毛りょく毛） 〔尾道市東久保町〕 1966年4月28日指定 ※浄土寺
- 光明本尊 〔尾道市長江〕 1966年4月28日指定 ※福善寺
- 絹本著色法然上人絵伝 〔福山市沼隈町〕 1967年5月8日指定 ※光照寺
- 絹本著色聖徳太子絵伝 〔福山市沼隈町〕 1967年5月8日指定
- 絹本著色春日曼荼羅 〔尾道市西久保町〕 1969年4月28日指定
- 刺繍釈迦三尊種子曼荼羅 〔尾道市西久保町〕 1969年4月28日指定
- 紙本著色宮景盛像 〔庄原市西城町〕 1970年5月14日指定 ※浄久寺
- 絹本著色覚海禅師像 〔庄原市西城町〕 1970年5月14日指定 ※浄久寺
- 絹本著色藤原盛勝像 〔庄原市西城町〕 1970年5月14日指定 ※浄久寺
- 絹本著色不動明王像 〔福山市駅家町〕 1971年4月30日指定
- 絹本著色不動明王像 〔福山市北吉津町〕 1972年4月24日指定
- 絹本著色不動明王画像 〔広島市安佐南区祇園〕 1973年12月18日指定 ※歓喜寺所有（広島市郷土資料館に寄託）
- 絹本著色釈迦涅槃図 〔三原市本郷町〕 1974年4月25日指定 ※永福寺
- 紙本著色楽音寺縁起 〔三原市本郷町〕 1975年4月8日指定 ※楽音寺所有（広島県立歴史博物館に寄託）
- 絹本著色十六善神像 〔世羅町甲山〕 1978年10月4日指定 ※龍華寺
- 絹本淡彩楊柳観音像（癡絶道沖の賛あり） 〔尾道市東土堂町〕 1979年11月2日指定 ※光明寺
- 絹本著色地蔵菩薩十王像 〔尾道市東土堂町〕 1980年6月24日指定 ※光明寺
- 絹本著色釈迦涅槃図 〔福山市内海町〕 1982年2月23日指定
- 絹本著色明光上人像 〔福山市沼隈町〕 1982年10月14日指定 ※宝田院
- 絹本著色光明本尊 〔福山市沼隈町〕 1982年10月14日指定 ※宝田院
- 紙本著色一流相承絵系図 〔福山市沼隈町〕 1982年10月14日指定 ※宝田院
- 絹本著色浄土曼荼羅 〔廿日市市廿日市〕 1985年12月2日指定 ※潮音寺
- 絹本著色金岡用兼禅師像 〔廿日市市佐方〕 1985年12月2日指定 ※洞雲寺
- 絹本著色如意輪観音像 〔尾道市東久保町〕 1987年3月30日指定 ※浄土寺
- 絹本著色千手観音像 〔尾道市東久保町〕 1987年3月30日指定 ※浄土寺
- 絹本著色浄土曼荼羅 〔尾道市東久保町〕 1987年3月30日指定 ※浄土寺
- 絹本著色仁王経曼荼羅 〔尾道市東久保町〕 1987年3月30日指定 ※浄土寺
- 絹本著色仏涅槃図 〔庄原市東城町〕 1989年3月20日指定 ※千手寺
- 絹本著色五大明王像 〔庄原市東城町〕 1989年3月20日指定 ※法恩寺
- 絹本著色観音三十三身像 〔三次市吉舎町〕 1989年3月20日指定 ※大慈寺
- 絹本著色当麻曼荼羅図 〔庄原市東城町〕 1990年12月25日指定 ※西方寺
- 紙本著色仏涅槃図 〔三原市本郷町〕 1990年12月25日指定 ※楽音寺所有（広島県立歴史博物館に寄託）
- 絹本著色親鸞上人絵伝 附 溜塗鞘筥1口 包紙4枚 〔呉市川尻町〕 1991年4月22日指定 ※光明寺
- 絹本著色釈迦十六善神像 〔府中市栗柄町〕 1994年10月31日指定
- 絹本著色釈迦八相図 〔尾道市西土堂町〕 1996年3月18日指定 ※持光寺

### 彫刻
- 木造四天王立像 〔三原市本郷町〕 1953年6月23日指定 ※東禅寺
- 木造大日如来座像 〔世羅町甲山〕 1953年6月23日指定 ※龍華寺
- 木造十一面観音立像 〔世羅町西神崎〕 1953年6月23日指定
- 木造不動明王立像 〔三原市小泉町〕 1953年8月11日指定 ※龍泉寺
- 木造十一面観音座像 〔三原市小泉町〕 1953年8月11日指定 ※龍泉寺
- 木造多聞天立像 〔三原市小泉町〕 1953年8月11日指定
- 木造阿弥陀如来座像 〔世羅町賀茂〕 1954年9月29日指定 ※善法寺
- 木造薬師如来立像残欠 〔世羅町賀茂〕 1954年9月29日指定 ※善法寺
- 木造多聞天立像 〔福山市津之郷町〕 1954年9月29日指定 ※和光寺
- 木造文殊菩薩座像 〔尾道市東久保町〕 1954年9月29日指定 ※浄土寺
- 木心乾漆日光菩薩立像 〔府中市本山町〕 1955年3月30日指定 ※青目寺
- 木心乾漆月光菩薩立像 〔府中市本山町〕 1955年3月30日指定 ※青目寺
- 木造日光菩薩立像 〔三原市小坂町〕 1955年3月30日指定 ※善根寺
- 木造月光菩薩立像 〔三原市小坂町〕 1955年3月30日指定 ※善根寺
- 木造吉祥天立像 〔三原市小坂町〕 1955年3月30日指定 ※善根寺
- 木造天部立像 〔三原市小坂町〕 1955年3月30日指定 ※善根寺
- 木造狛犬 〔世羅町伊尾〕 1955年9月28日指定 ※井原八幡神社
- 僧行賢関係遺品 〔東広島市高屋町〕 1956年3月30日指定
- 木造薬師如来座像 〔府中町みくまり3丁目〕 1957年2月5日指定 ※道隆寺
- 木造薬師如来座像 〔三次市三良坂町〕 1958年1月18日指定 ※福善寺
- 木造神像 僧形神座像1躯 女神座像2躯 〔三次市三良坂町〕 1958年1月18日指定 ※田利八幡神社
- 木造薬師如来坐像 〔三次市海渡町〕 1961年4月18日指定 ※帰海寺
- 木造十一面観音立像 〔竹原市竹原町〕 1962年3月29日指定 ※西方寺
- 木造阿弥陀如来坐像 〔尾道市東久保町〕 1962年7月20日指定 ※浄土寺
- 木造仁王立像 〔広島市東区牛田新町〕 1963年4月27日指定 ※不動院
- 木造二十八部衆立像 〔三原市大和町〕 1963年11月4日指定 ※棲真寺
- 木造地蔵菩薩半跏像 〔東広島市河内町〕 1963年11月4日指定
- 木造聖観音立像 〔府中市本山町〕 1965年4月30日指定 ※青目寺
- 木造天部立像 〔府中市本山町〕 1965年4月30日指定 ※青目寺
- 木造釈迦如来坐像 〔三次市吉舎町〕 1965年4月30日指定 ※善逝寺
- 木造阿弥陀如来坐像 〔三次市吉舎町〕 1965年4月30日指定 ※浄土寺
- 木造阿弥陀如来坐像 〔廿日市市宮島町〕 1967年5月8日指定 ※宝寿院
- 木造阿弥陀如来立像 〔三原市西町〕 1967年5月8日指定
- 木造阿弥陀如来坐像 〔福山市沼隈町〕 1969年4月28日指定
- 木造四天王立像 〔三原市小坂町〕 1970年5月14日指定
- 木造兜跋毘沙門天立像 〔三原市小坂町〕 1970年5月14日指定
- 木造男神坐像 〔三原市八幡町〕 1970年5月14日指定 ※御調八幡宮
- 木造薬師如来坐像 〔広島市安佐北区深川〕 1971年4月30日指定
- 木造仏殿様厨子 〔尾道市向島町〕 1971年4月30日指定
- 木造阿弥陀如来坐像 〔福山市瀬戸町〕 1972年4月24日指定
- 木造地蔵菩薩立像 〔福山市西町〕 1972年4月24日指定
- 木造釈迦如来坐像ならびに脇侍二菩薩の獅子座および白象座 〔福山市北吉津町〕 1972年4月24日指定
- 木造薬師如来立像 〔福山市鞆町〕 1973年12月18日指定
- 木造地蔵菩薩半跏像 〔福山市金江町〕 1973年12月18日指定
- 木造毘沙門天立像 〔福山市神村町〕 1973年12月18日指定
- 木造観音菩薩立像及び胎内納入品 〔呉市安浦町〕 1975年4月8日指定
- 磨崖和霊石地蔵 〔三原市鷺浦町〕 1975年4月8日指定
- 木造地蔵菩薩坐像 〔尾道市御調町〕 1975年9月19日指定
- 木造持国天立像 〔尾道市御調町〕 1975年9月19日指定
- 木造日蓮上人坐像 〔三次市向江田町〕 1978年1月31日指定 ※広島県立歴史民俗資料館に寄託
- 木造聖観音菩薩坐像 〔竹原市吉名〕 1978年1月31日指定
- 木造釈迦如来坐像 〔東広島市安芸津町〕 1978年1月31日指定
- 木造阿弥陀如来坐像 〔世羅町田打〕 1978年10月4日指定
- 木造阿弥陀如来立像 〔福山市内海町〕 1979年3月26日指定 ※西音寺
- 木造薬師如来坐像 〔府中市上下町〕 1979年3月26日指定
- 木造一鎮上人坐像 〔尾道市東久保町〕 1979年11月2日指定
- 金銅阿弥陀如来及び両脇侍立像 〔尾道市東土堂町〕 1980年6月24日指定
- 木造阿弥陀如来坐像 〔広島市安佐南区沼田町〕 1981年11月6日指定
- 木造仁王立像 〔福山市駅家町〕 1982年2月23日指定
- 木造阿弥陀如来坐像 〔三次市吉舎町〕 1983年3月28日指定 ※浄土寺
- 木造阿弥陀如来坐像 〔三次市吉舎町〕 1983年3月28日指定 ※西光寺
- 木造十一面観音菩薩立像 〔庄原市実留町〕 1984年11月19日指定
- 木造薬師如来坐像 〔東広島市西条町〕 1985年3月14日指定 ※国分寺薬師堂
- 木造薬師如来坐像 〔東広島市西条町〕 1985年3月14日指定 ※長福寺
- 木造薬師如来立像 〔呉市川尻町〕 1985年3月14日指定
- 木造阿弥陀如来立像 〔呉市川尻町〕 1985年3月14日指定
- 木造十一面千手観音坐像 〔廿日市市原〕 1985年12月2日指定 ※極楽寺
- 木板半肉彫虚空蔵菩薩像 〔廿日市市原〕 1985年12月2日指定 ※極楽寺求聞持堂
- 木造不動明王立像 〔廿日市市廿日市〕 1985年12月2日指定
- 木造不動明王立像 〔廿日市市原〕 1985年12月2日指定
- 木造天部立像 〔廿日市市原〕 1985年12月2日指定
- 木造狛犬 〔廿日市市上平良〕 1985年12月2日指定 ※速谷神社
- 木造大日如来坐像金剛界 〔尾道市東久保町〕 1987年12月21日指定 ※浄土寺
- 木造大日如来坐像胎蔵界 〔尾道市東久保町〕 1987年12月21日指定 ※浄土寺
- 木造薬師如来坐像 附 木造天部像2躯 木造神将像2躯 〔広島市佐伯区五日市町〕 1989年11月20日指定
- 木造狛犬 〔北広島町新庄〕 1990年4月23日指定 ※枝宮八幡神社
- 木造狛犬 〔北広島町新庄〕 1990年4月23日指定 ※大朝文化センター
- 木造阿弥陀如来坐像 〔三次市畠敷町〕 1990年12月25日指定 ※広島県立歴史民俗資料館に寄託
- 木造十一面観音立像 〔福山市鞆町〕 1991年4月22日指定
- 木造千手観音立像 〔尾道市東久保町〕 1991年12月12日指定
- 木造真教上人坐像 〔尾道市西久保町〕 1991年12月12日指定
- 木造地蔵菩薩坐像 〔三次市吉舎町〕 1993年2月25日指定
- 木造十一面観音立像 〔呉市倉橋町〕 1993年10月18日指定
- 木造宝冠阿弥陀仏坐像 〔三原市本郷町〕 1995年1月23日指定
- 木造阿弥陀如来坐像 〔府中市元町〕 1995年9月21日指定
- 木造千手観音菩薩立像 〔安芸高田市吉田町〕 1998年9月21日指定
- 木造行道面 附 菩薩面頭部1頭 宝冠残闕2枚 幡竿付竜頭1本 鼗1個 鼓1個 鼓胴1個 蓮華1本 〔三原市沼田東町〕 2003年4月21日指定
- 木造佛通禅師坐像 〔三原市高坂町〕 2004年2月26日指定 ※佛通寺
- 木造大通禅師坐像 〔三原市高坂町〕 2004年2月26日指定 ※佛通寺
- 木造十一面観音立像 〔廿日市市宮島町〕 2010年4月19日指定 ※大聖院

### 工芸品
- 銅鐘 〔東広島市西条町〕 1953年6月23日指定 ※福成寺
- 三鈷 〔世羅町甲山〕 1953年6月23日指定 ※龍華寺
- 銅鐘 〔廿日市市宮島町〕 1953年8月11日指定 ※厳島神社
- 銅鐘 〔安芸高田市吉田町〕 1953年8月11日指定 ※安芸高田市吉田歴史民俗資料館
- 独鈷 〔世羅町甲山〕 1953年8月11日指定 ※龍華寺
- 金銅仏具（五種鈴5個 輪宝1個 羯磨4個 輪宝台1個 羯磨台4個 火舎1個 六器6個） 〔府中市元町〕 1953年8月11日指定 ※栄明寺
- 銅鐘 〔安芸高田市甲田町〕 1953年10月20日指定
- 銅鐘 〔三次市三次町〕 1954年4月23日指定 ※三勝寺
- 銅製鰐口 〔尾道市東久保町〕 1954年9月29日指定 ※浄土寺
- 達磨大師位牌 〔福山市鞆町〕 1955年1月31日指定
- 金銅五鈷鈴 〔福山市駅家町〕 1955年3月30日指定 ※福盛寺
- 戸張 〔世羅町東上原〕 1957年2月5日指定
- 銅製錫杖頭 〔福山市新市町〕 1958年1月18日指定
- 神輿 〔三次市甲奴町〕 1959年10月30日指定
- 金銅蓮花輪宝文置説相箱 〔尾道市東土堂町〕 1961年4月18日指定
- 銅製鰐口 〔三次市布野町〕 1961年4月18日指定 ※波夜比売神社
- 白紫緋糸段威腹巻 〔尾道市因島中庄町〕 1961年11月1日指定
- 金銅五鈷杵 〔広島市安佐北区可部町〕 1962年7月20日指定 ※福王寺
- 鉄製燈籠 〔尾道市東久保町〕 1962年7月20日指定 ※浄土寺
- 木造厨子3基 木造厨子台（旧太子堂安置）1基 〔尾道市東久保町〕 1962年7月20日指定 ※浄土寺
- なぎなた 銘藤原輝広尾州 〔三次市吉舎町〕 1963年4月27日指定
- 短刀 銘清貞 〔広島市西区高須〕 1963年4月27日指定
- 短刀 銘播磨守輝広 〔庄原市中本町〕 1963年11月4日指定
- 太鼓 〔尾道市東久保町〕 1966年4月28日指定 ※浄土寺
- 太鼓 〔世羅町甲山〕 1966年4月28日指定 ※大田庄歴史館
- 銅製鰐口 〔廿日市市原〕 1967年5月8日指定
- 刀 銘芸州三入住二王真清 〔広島市西区古江西町〕 1970年1月30日指定
- 刀 銘芸州大山住宗重作 〔三次市十日市町〕 1970年1月30日指定
- 姫谷焼色絵皿 〔福山市加茂町〕 1971年4月30日指定
- 鉄錆漆塗二十八間二方白総覆輪阿古陀形筋兜鉢 附 漆塗兜櫃1合 〔三次市十日市町〕 1972年4月24日指定
- 密教法具 〔福山市金江町〕 1973年12月18日指定
- 刀 銘備州三原住貝正近作 天正三年二月日 〔呉市音戸町〕 1975年9月19日指定
- 革包茶糸威二枚胴具足 〔福山市寺町〕 1977年3月4日指定
- 銅鐘 〔福山市沼隈町〕 1979年3月26日指定 ※西光寺
- 金銅製独鈷杵 〔福山市内海町〕 1979年3月26日指定 ※西音寺
- 金銅製三鈷杵 〔福山市内海町〕 1979年3月26日指定 ※西音寺
- 銅製鰐口 〔福山市神辺町〕 1980年6月24日指定
- 鉄打出漆塗仏胴腰取胴丸具足 附 立浪文陣羽織1領 槍1本 〔広島市西区古江東町〕 1982年2月23日指定
- 黒韋威胴丸 〔安芸太田町戸河内〕 1983年11月7日指定
- 金銅唐草文板蓮華文金具置戒体箱 〔東広島市西条町〕 1984年11月19日指定 ※福成寺
- 金銅輪宝羯麿文置説相箱 〔東広島市西条町〕 1984年11月19日指定 ※福成寺
- 金銅製五鈷鈴 〔廿日市市廿日市〕 1985年12月2日指定
- 銅製地蔵菩薩懸仏 〔尾道市瀬戸田町〕 1987年3月30日指定
- 鉄製釣燈籠 〔三次市畠敷町〕 1990年12月25日指定 ※熊野神社所有（広島県立歴史民俗資料館に寄託）
- 金銅製板塔婆 〔三次市畠敷町〕 1990年12月25日指定 ※熊野神社所有（広島県立歴史民俗資料館に寄託）
- 銅鐘 〔尾道市瀬戸田町〕 1993年2月25日指定 ※向上寺
- 太刀 〔安芸太田町戸河内〕 1993年2月25日指定
- 銅鐘 〔廿日市市吉和〕 1993年10月18日指定
- 鉄地黒漆塗三十八間総覆輪筋兜 〔廿日市市宮島町〕 1993年10月18日指定 ※厳島神社
- 太刀 銘太刀表「備後国三原住正興作」裏「天文二年八月日」 〔庄原市中本町〕 1995年1月23日指定
- 太刀 〔福山市引野町〕 1996年9月30日指定
- 金銅製有頸五輪塔形舎利塔 〔尾道市瀬戸田町〕 1996年9月30日指定 ※光明坊所有（広島県立歴史博物館に寄託）
- 琵琶 〔廿日市市宮島町〕 2002年2月14日指定 ※厳島神社

### 典籍
- 紙本墨書大般若経 〔三次市吉舎町〕 1953年4月3日指定
- 紙本墨書小田家文書 〔廿日市市津田〕 1953年8月11日指定
- 紙本墨書宝治二年二月領家下文他十二通 〔三原市本郷町〕 1954年1月26日指定 ※楽音寺所有（広島県立歴史博物館に寄託）
- 紙本墨書正応三年四月比丘尼浄蓮寄進状他十一通 〔三原市本郷町〕 1954年1月26日指定 ※楽音寺所有（広島県立歴史博物館に寄託）
- 紙本墨書天正十二年五月仁和寺法親王令旨他十三通 〔三原市本郷町〕 1954年1月26日指定 ※楽音寺所有（広島県立歴史博物館に寄託）
- 紙本墨書弘安四年正月領家下文他十一通 〔三原市本郷町〕 1954年1月26日指定 ※楽音寺所有（広島県立歴史博物館に寄託）
- 紙本墨書慶長五年五月毛利輝元寺領寄進状他一通 〔三原市本郷町〕 1954年1月26日指定 ※楽音寺所有（広島県立歴史博物館に寄託）
- 紙本墨書慶長元年検地帳 〔三原市本郷町〕 1954年1月26日指定 ※楽音寺所有（広島県立歴史博物館に寄託）
- 葛原勾当日記 附印刷用具1具及び琴､三味線稽古墨筆記録10冊 〔福山市神辺町〕 1954年9月29日指定 ※菅茶山記念館常設展で展示
- 版本大般若経 〔府中市栗柄町〕 1954年11月11日指定 ※神宮寺
- 紙本墨書啓廸集 〔三原市円一町〕 1955年1月31日指定
- 紙本墨書西國寺寄附帳 〔尾道市西久保町〕 1955年1月31日指定
- 紙本墨書西國寺建立施主帳 〔尾道市西久保町〕 1955年1月31日指定
- 紙本墨書西國寺不断経修行事及西国寺上銭帳 〔尾道市西久保町〕 1955年1月31日指定
- 版本大般若経 〔尾道市西久保町〕 1955年1月31日指定 ※西國寺
- 紙本墨書大般若経 附 経櫃1合 中箱18合 〔尾道市西則末町〕 1955年1月31日指定 ※栗原八幡神社
- 紙本墨書大般若経 〔尾道市美ノ郷町〕 1955年1月31日指定
- 紙本墨書西國寺塔婆勧進帳 〔尾道市西久保町〕 1956年3月30日指定
- 紙本墨書三吉鼓家文書 〔広島市中区千田町〕 1958年8月1日指定 ※広島県立文書館
- 紙本墨書因島村上家文書 〔尾道市因島中庄町〕 1962年3月29日指定 ※水軍城資料館
- 金蓮寺在銘瓦 〔尾道市因島中庄町〕 1962年3月29日指定 ※水軍城資料館
- 紙本墨書出三蔵記集録上巻第二 〔三原市八幡町〕 1963年4月27日指定 ※御調八幡宮
- 紙本墨書不動院文書 〔広島市東区牛田新町〕 1963年4月27日指定
- 法華経版木 〔尾道市東久保町〕 1963年11月4日指定 ※浄土寺
- 梵網経版木 〔尾道市東久保町〕 1963年11月4日指定 ※浄土寺
- 浄土寺文書 〔尾道市東久保町〕 1966年4月28日指定
- 知新集 〔東広島市鏡山〕 1966年4月28日指定
- 西備名区 〔福山市駅家町〕 1966年4月28日指定 ※福山城博物館に寄託
- 紺紙金泥大般若経 〔三原市八幡町〕 1967年5月8日指定 ※御調八幡宮
- 紙本墨書大般若経 〔東広島市豊栄町〕 1967年5月8日指定
- 紙本墨書大般若経 〔三原市久井町〕 1967年5月8日指定
- 紙本墨書田所文書 〔府中町本町2丁目〕 1969年4月28日指定 ※府中町歴史民俗資料館
- 紙本墨書大般若経 〔神石高原町油木〕 1969年4月28日指定 ※油木八幡神社
- 紺紙金銀泥大乗十法経 〔尾道市瀬戸田町〕 1971年4月30日指定
- 紺紙金銀泥無量義経 〔尾道市瀬戸田町〕 1971年4月30日指定
- 紺紙金泥大毘盧遮那成仏経巻第三 〔尾道市瀬戸田町〕 1971年4月30日指定
- 紺紙金泥大毘盧遮那成仏経巻第五 〔尾道市瀬戸田町〕 1971年4月30日指定
- 法華経版木 〔三次市吉舎町〕 1975年9月19日指定 ※能引寺
- 紙本墨書大般若経 〔世羅町田打〕 1975年9月19日指定 ※永寿寺
- 清神社棟札 〔安芸高田市吉田町〕 1975年9月19日指定 ※安芸高田市吉田歴史民俗資料館保管展示
- 福成寺文書 〔東広島市西条町〕 1978年10月4日指定 ※福成寺
- 洞雲寺文書 〔廿日市市佐方〕 1988年2月18日指定
- 洞雲寺本正法眼蔵 〔廿日市市佐方〕 1988年2月18日指定
- 五輪塔形曳覆曼荼羅版木 〔府中市本山町〕 1995年1月23日指定 ※西龍寺
- 紙本墨書大願寺尊海文書（大願寺領所務帳） 〔廿日市市上平良〕 1996年3月18日指定 ※速谷神社
- 紙本墨書大般若経 〔東広島市志和町〕 1997年5月19日指定
- 紺紙金泥細字法華経 附木製漆塗六角経幢1基 〔三原市高坂町〕 1997年5月19日指定
- 佛通寺文書 〔三原市高坂町〕 1997年9月25日指定
- 佛通寺正法院文書 〔三原市高坂町〕 1997年9月25日指定
- 菅波信道一代記 〔福山市神辺町〕 2002年2月14日指定
- 東禅寺文書 〔三原市本郷町〕 2009年4月23日指定

### 考古資料
- 廃和光寺塔址出土遺物 風鐸破片3 九輪破片3 中心礎石1 〔福山市津之郷町〕 1954年9月29日指定 ※田辺寺（風鐸・九輪は福山城博物館に寄託され､常設展示）
- 平形銅剣 〔福山市草戸町〕 1957年9月30日指定
- 平形銅剣 〔福山市沼隈町〕 1957年9月30日指定 ※日枝之神社
- 荒神古墳副葬品 〔福山市西町〕 1961年11月1日指定 ※広島県立歴史博物館で保管
- 銅戈 〔三原市八幡町〕 1963年4月27日指定 ※御調八幡宮
- 伝潮崎山古墳出土三角縁五神四獣鏡及び短冊型鉄斧 〔福山市新市町〕 1981年11月6日指定
- 迫山第一号古墳出土品 〔福山市神辺町〕 1987年3月30日指定 ※福山市神辺歴史民俗資料館
- 貝ケ原遺跡出土の特殊器台形土器 〔尾道市久保〕 1987年12月21日指定 ※おのみち歴史博物館
- 白鳥古墳出土品 〔東広島市高屋町〕 1987年12月21日指定 ※東広島市中央図書館
- 一ツ町古墳出土亀形須恵器 〔安芸高田市向原町〕 1990年12月25日指定
- 石鎚山古墳群出土遺物 〔広島市中区基町〕 1993年2月25日指定
- 壬生西谷遺跡出土遺物 〔広島市中区基町〕 1994年2月28日指定 ※一部を広島県立歴史民俗資料館で公開
- 山崎遺跡出土呪術関連遺物 〔広島市中区基町〕 1996年9月30日指定 ※広島県立埋蔵文化財センター保管
- 田上第二号古墳出土遺物 〔広島市中区基町〕 1998年9月21日指定 ※広島県立歴史博物館保管
- 陽内遺跡出土遺物 〔庄原市中本町〕 2003年4月21日指定 ※一部を庄原市歴史民俗資料館で公開
- 丸小山経塚出土品 〔世羅町賀茂〕 2010年4月19日指定

### 歴史資料
- 金岡用兼禅師関係遺品 〔廿日市市佐方〕 1985年12月2日指定
- 金剛般若波羅蜜経版木 〔三原市高坂町〕 1997年2月19日指定
- 延命地蔵菩薩経版木 〔三原市高坂町〕 1997年5月19日指定

## 無形文化財
- 宮島細工（挽物） 〔廿日市市宮島町〕 2003年4月21日指定 ※保持者：小林健一郎
- 三次人形の製作技術 〔三次市十日市南〕 2006年4月17日指定
- 日本刀製作技術 〔北広島町有田〕 2006年4月17日指定 ※保持者：三上貞直
- 一国斎高盛絵 〔広島市中区江波東2丁目〕 2011年4月21日指定 ※保持者：池田昭人

## 民俗文化財

### 有形民俗文化財
- 燈火用具 〔北広島町有田〕 1959年1月29日指定 ※芸北民俗収蔵庫
- 久井町の節句どろ人形 〔三原市久井町〕 1964年10月3日指定 ※久井歴史民俗資料館
- 油木八幡神社神札用具 〔神石高原町油木〕 1975年4月8日指定 ※油木八幡神社
- 田尻民俗資料 〔福山市田尻町〕 1976年6月29日指定 ※田尻民俗資料館
- 階見の若宮信仰資料 〔府中市上下町〕 1995年1月23日指定

### 無形民俗文化財
- 南条おどり 〔北広島町新庄〕 1953年10月20日指定
- 神楽―神降し､八岐の大蛇､天の岩戸― 〔北広島町有田〕 1954年4月23日指定 ※有田八幡神社
- 神楽―神降し― 〔安芸高田市美土里町〕 1954年4月23日指定 ※桑田八幡神社
- 神楽―神迎え― 〔安芸高田市美土里町川〕 1954年4月23日指定 ※角山八幡神社
- 神楽―剣舞― 〔安芸高田市高宮町〕 1954年4月23日指定
- 神楽―鐘馗― 〔安芸高田市高宮町〕 1954年4月23日指定
- 神楽―入申､塩浄､魔払､荒神､八花､八幡― 〔庄原市高野町､比和町〕 1959年1月29日指定
- 豊松の神楽―荒神神楽､八ケ社神楽､吉備神楽― 〔神石高原町上豊松〕 1959年7月15日指定 ※荒神神楽豊松社
- ちんこんかん 〔三原市沼田町〕 1959年10月30日指定 ※大須賀神社
- はねおどり 〔福山市沼隈町〕 1959年10月30日指定
- 神楽―鈴合せ― 〔三次市作木町〕 1960年3月12日指定
- 神儀 〔神石高原町油木〕 1960年3月12日指定 ※亀鶴山八幡神社
- 二上りおどり 〔福山市笠岡町〕 1961年4月18日指定
- 花笠おどり 〔北広島町本地〕 1961年4月18日指定
- 稲生神社ぎおん祭のおどり 〔三原市久井町〕 1961年4月18日指定 ※稲生神社
- 火の山おどり 〔北広島町八幡〕 1962年3月29日指定
- 神楽―五龍王― 〔広島市佐伯区湯来町〕 1963年4月27日指定 ※水内八幡神社
- 湯立神楽 〔安芸太田町加計〕 1963年11月4日指定 ※長尾神社
- 神楽 〔広島市安佐南区沼田町〕 1965年10月29日指定 ※阿刀明神社
- 御調八幡宮の花おどり 〔三原市八幡町〕 1965年10月29日指定 ※御調八幡宮
- みあがりおどり 〔尾道市御調町〕 1966年4月28日指定
- 神事―渡り拍子･宮座･御湯立神事･やぶさめ神事― 〔神石高原町下豊松〕 1966年4月28日指定 ※鶴岡八幡神社
- 供養田植 〔神石高原町下豊松〕 1966年12月8日指定
- 太鼓おどり 〔尾道市吉和町〕 1968年1月12日指定
- 名荷神楽 〔尾道市瀬戸田町〕 1968年4月27日指定 ※名荷神社
- 神楽―五行祭― 〔東広島市豊栄町〕 1969年4月28日指定 ※畝山神社
- 小味の花おどり 〔尾道市原田町〕 1970年1月30日指定
- 太鼓おどり 〔安芸太田町津浪〕 1971年4月30日指定 ※正福寺境内
- 供養田植 〔庄原市比和町〕 1971年4月30日指定
- はねおどり 〔福山市田尻町〕 1971年4月30日指定 ※田尻八幡神社
- 神楽 〔尾道市御調町〕 1971年12月23日指定
- 弓神楽 〔府中市上下町〕 1971年12月23日指定
- 神殿入り―神殿入り･神楽･夜の御幸― 〔世羅町上津田〕 1973年12月18日指定 ※稲生神社
- 本郷のはやし田 〔安芸高田市美土里町〕 1973年12月18日指定
- 生田のはやし田 〔安芸高田市美土里町〕 1973年12月18日指定
- 桑田のはやし田 〔安芸高田市美土里町〕 1973年12月18日指定
- 説経源氏節 〔廿日市市原〕 1975年4月8日指定
- 本郷神楽 〔福山市本郷町本郷八幡神社〕 1976年6月29日指定
- ひんよう踊 〔福山市本郷町〕 1976年6月29日指定
- 矢野の神儀 〔府中市上下町〕 1976年6月29日指定
- 備後府中荒神神楽 〔府中市､福山市新市町〕 1977年9月14日指定
- 生田の花笠おどり 〔安芸高田市美土里町生桑小学校校庭〕 1977年9月14日指定
- 神弓祭 〔庄原市西城町〕 1979年3月26日指定
- 木ノ庄の鉦太鼓おどり 〔尾道市木ノ庄町〕 1979年3月26日指定 ※幣高八幡神社
- 川角山八幡神楽 〔安芸高田市美土里町川〕 1979年3月26日指定 ※角山八幡神社
- 西尾山八幡神楽 〔安芸高田市美土里町〕 1979年3月26日指定 ※西尾山八幡神社
- 津間八幡神楽 〔安芸高田市美土里町〕 1979年3月26日指定 ※津間八幡神社
- 佐々部神楽 〔安芸高田市高宮町〕 1979年3月26日指定 ※佐々部八幡神社
- 羽佐竹神楽 〔安芸高田市高宮町〕 1979年3月26日指定 ※羽佐竹八幡神社
- 原田神楽 〔安芸高田市高宮町〕 1979年3月26日指定 ※原田八幡神社
- 椋浦の法楽おどり 〔尾道市因島椋浦町〕 1981年4月17日指定 ※金蔵寺､艮神社､椋浦海岸
- 福田のししまい 〔竹原市福田町〕 1981年4月17日指定 ※稲生神社
- 来女木神楽 〔安芸高田市高宮町〕 1982年2月23日指定 ※来女木八幡神社､日吉神社
- 中庄神楽 〔尾道市因島中庄町〕 1982年2月23日指定 ※中庄八幡神社
- 忠海の祇園祭みこし行事 〔竹原市忠海町〕 1984年11月19日指定 ※開発八幡神社
- 三上神楽 〔庄原市〕 1985年3月14日指定
- 小原大元神楽 〔北広島町小原〕 1986年2月27日指定 ※大歳神社
- 坂原神楽 〔安芸太田町上筒賀〕 1986年11月25日指定 ※大歳神社
- 本郷獅子舞 〔安芸高田市美土里町〕 1995年1月23日指定 ※津間八幡神社
- 能地春祭のふとんだんじり 〔三原市幸崎町〕 1995年9月21日指定
- 備後田尻荒神神楽 〔福山市田尻町〕 1996年3月18日指定 ※荒神社
- 堀八幡の流鏑馬 〔安芸太田町下殿河内〕 1997年5月19日指定 ※堀八幡神社
- 辻八幡の神殿入り 〔三次市吉舎町〕 1997年5月19日指定 ※辻八幡神社
- 津田神楽 〔廿日市市津田〕 2008年2月28日指定 ※津田八幡神社
- 蔵王のはねおどり 〔福山市蔵王町・南蔵王町〕 2008年2月28日指定 ※蔵王八幡神社

## 記念物

### 史跡
- 兜山古墳 〔三原市沼田東町〕 1937年5月28日指定
- 矢野城跡 〔広島市安芸区矢野町〕 1937年5月28日指定
- 姫谷焼窯跡 〔福山市加茂町〕 1937年5月28日指定
- 磯宮 〔竹原市田ノ浦〕 1937年5月28日指定
- 頼杏坪役宅 〔三次市三次町〕 1937年5月28日指定
- 三次社倉 〔三次市三次町〕 1937年5月28日指定
- 康徳寺古墳 〔世羅町寺町〕 1940年2月23日指定
- 熊野の古代土器窯跡 〔福山市熊野町〕 1940年2月23日指定
- 万福寺跡 〔世羅町堀越〕 1940年2月23日指定
- 三ノ瀬朝鮮信使宿館跡 〔呉市下蒲刈町〕 1940年2月23日指定
- 蒲刈島御番所跡 〔呉市下蒲刈町〕 1940年2月23日指定
- 三ノ瀬御本陣跡 〔呉市下蒲刈町〕 1940年2月23日指定
- 鞆七卿落遺跡 〔福山市鞆町〕 1940年2月23日指定
- 御手洗七卿落遺跡 〔呉市豊町〕 1940年2月23日指定
- 若胡子屋跡 〔呉市豊町〕 1940年2月23日指定
- 平賀源内生祠 〔福山市鞆町〕 1940年2月23日指定
- 菅茶山之墓 〔福山市神辺町〕 1940年2月23日指定
- 頼家之墓 〔広島市南区比治山町〕 1940年2月23日指定
- 青目寺跡 〔府中市本山町〕 1940年2月23日指定
- 官立綿糸紡績工場跡 〔広島市安芸区瀬野川町〕 1940年11月10日指定
- 棲真寺定ケ原石塔 〔三原市大和町〕 1940年11月10日指定
- 毛利元就誕生伝説地（鈴尾城跡） 〔安芸高田市吉田町〕 1940年11月10日指定
- 比婆山伝説地 〔庄原市西城町､比和町〕 1941年3月10日指定
- 亀山弥生式遺跡 〔福山市神辺町〕 1941年3月10日指定
- 有福城跡 〔府中市上下町〕 1941年3月10日指定
- 天領上下代官所跡 〔府中市上下町〕 1941年3月10日指定
- 瓢山古墳 〔庄原市本町〕 1942年6月9日指定
- 吉寺廃寺跡 〔三次市吉舎町〕 1942年6月9日指定
- 植田艮背之墓 〔広島市南区比治山町〕 1942年6月9日指定
- 楢崎正員之墓及関係遺跡 〔三原市西町〕 1942年6月9日指定
- 唐崎常陸介之墓 〔竹原市竹原町〕 1942年6月9日指定
- 小早川隆景墓 〔三原市沼田東町〕 1943年3月26日指定
- 水野勝成墓 〔福山市若松町〕 1943年3月26日指定
- 本庄重政墓 〔福山市松永町〕 1943年3月26日指定
- 田辺寺塔跡 〔福山市津之郷町〕 1943年3月26日指定
- 伝吉田寺跡 〔府中市元町〕 1943年3月26日指定
- 寺原・与谷・猿喰城跡 〔北広島町寺原・本地〕 1943年3月26日指定
- 万葉集遺跡長門島松原（桂濱神社境内） 〔呉市倉橋町〕 1944年5月30日指定
- 下素麺屋一里塚 〔三次市吉舎町〕 1944年5月30日指定
- 中山一里塚 〔三次市吉舎町〕 1944年5月30日指定
- 宮脇石器時代遺跡 〔福山市新市町〕 1948年9月17日指定
- 山の神古墳 〔福山市駅家町〕 1948年9月17日指定
- 大迫古墳 〔福山市駅家町〕 1948年9月17日指定
- 大佐山白塚古墳 〔福山市新市町〕 1948年9月17日指定
- 神谷川弥生式遺跡 〔福山市新市町〕 1948年9月17日指定
- 太田貝塚 〔尾道市高須町〕 1949年8月12日指定
- 松本古墳 〔福山市神村町〕 1949年8月12日指定
- 貞丸古墳 〔三原市本郷町〕 1949年10月28日指定
- 比治山貝塚 〔広島市南区比治山本町〕 1950年3月22日指定
- 梅木平古墳（梅慶庵） 〔三原市本郷町〕 1950年9月16日指定
- 貞丸第二号古墳 〔三原市本郷町〕 1950年9月16日指定
- 猪ノ子古墳 〔福山市加茂町〕 1950年9月16日指定
- 熊谷氏の遺跡（伊勢が坪（塩が坪）城跡､高松城跡､土居屋敷跡､菩提所観音寺跡） 〔広島市安佐北区〕 1951年4月6日指定
- 伊勢が坪（塩が坪）城跡 〔広島市安佐北区大林〕 1951年4月6日指定
- 高松城跡 〔広島市安佐北区可部〕 1951年4月6日指定
- 土居屋敷跡 〔広島市安佐北区可部〕 1951年4月6日指定
- 菩提所観音寺跡 〔広島市安佐北区可部〕 1951年4月6日指定
- 伝清盛塚 〔呉市音戸町〕 1951年4月6日指定
- 神辺本陣 〔福山市神辺町〕 1951年4月6日指定
- 今高野山 〔世羅町甲山〕 1952年2月22日指定
- 野坂完山之墓 〔東広島市西条町〕 1954年1月26日指定
- 石泉文庫及塾・僧叡之墓 〔呉市広長浜〕 1954年4月23日指定
- 備後安国寺 〔福山市鞆町〕 1955年1月31日指定
- 銀山城跡 〔広島市安佐南区祇園町､安古市町〕 1956年3月30日指定
- 木の宗山銅鐸銅剣出土地 〔広島市東区福田町〕 1956年3月30日指定
- 岩脇古墳 〔三次市粟屋町〕 1957年9月30日指定
- 若宮古墳 〔三次市十日市町〕 1957年9月30日指定
- 日光寺住居跡 〔三次市十日市町〕 1957年9月30日指定
- 因島村上氏の城跡（長崎城跡､青木城跡､青陰城跡） 〔尾道市因島〕 1957年9月30日指定
- 長崎城跡 〔尾道市因島土生町〕 1957年9月30日指定
- 青木城跡 〔尾道市因島重井町〕 1957年9月30日指定
- 青陰城跡 〔尾道市因島中庄町〕 1957年9月30日指定
- 頼惟清旧宅 〔竹原市竹原町〕 1957年9月30日指定
- 牛田の弥生文化時代墳墓 〔広島市東区牛田早稲田〕 1958年3月13日指定
- 湯之山旧湯治場 〔広島市佐伯区湯来町〕 1958年8月1日指定
- 馬取遺跡 〔福山市柳津町〕 1959年1月29日指定
- 下筒賀の社倉 〔安芸太田町下筒賀〕 1961年11月1日指定
- 帝釈峡馬渡遺跡 〔庄原市東城町〕 1963年4月27日指定
- 山家一里塚 〔三次市山家町〕 1965年4月30日指定
- 地蔵河原一里塚 〔広島市安佐北区可部〕 1965年4月30日指定
- 馬屋原重帯の寿蔵碑 〔福山市駅家町〕 1965年4月30日指定
- 杭の牛市跡 〔三原市久井町〕 1966年12月8日指定
- 亀井尻窯跡 〔庄原市上原町〕 1967年5月8日指定
- 平賀氏の遺跡（御薗宇城跡､白山城跡､頭崎城跡､平賀氏の墓地） 〔東広島市高屋町〕 1969年4月28日指定
- 御薗宇城跡 〔東広島市高屋町〕 1969年4月28日指定
- 白山城跡 〔東広島市高屋町〕 1969年4月28日指定
- 頭崎城跡 〔東広島市高屋町〕 1969年4月28日指定
- 平賀氏の墓地 〔東広島市高屋町〕 1969年4月28日指定
- 五龍城跡 〔安芸高田市甲田町〕 1971年4月30日指定
- 六の原製鉄場跡 〔庄原市西城町〕 1971年7月30日指定
- 甲山城跡 〔庄原市本郷町〕 1971年12月23日指定
- 木村城跡 〔竹原市新庄町〕 1973年3月28日指定
- 大浜の社倉 〔呉市豊浜町〕 1973年3月28日指定
- 土師大迫古墳 〔安芸高田市八千代町〕 1973年3月28日指定
- 畳谷弥生遺跡群 〔広島市東区上温品〕 1974年4月25日指定
- 恵下山・山手遺跡群 〔広島市安佐北区落合､真亀〕 1974年4月25日指定
- 西願寺山墳墓群 〔広島市安佐北区口田〕 1974年4月25日指定
- 鷲尾山城跡 〔尾道市木之庄町〕 1977年3月4日指定
- 三玉大塚古墳 〔三次市吉舎町〕 1978年10月4日指定
- 草深の唐樋門 〔福山市沼隈町〕 1980年1月18日指定
- 曽根田白塚古墳 〔福山市芦田町〕 1981年4月17日指定
- 犬塚第一号古墳 〔庄原市東城町〕 1981年4月17日指定
- 山部大塚古墳 〔安芸高田市吉田町〕 1981年4月17日指定
- 下本谷遺跡（三次郡衙跡） 〔三次市西酒屋町〕 1981年11月6日指定
- 横路遺跡 〔北広島町新庄〕 1982年10月14日指定
- 酒屋高塚古墳 〔三次市西酒屋町〕 1982年10月14日指定
- 大坊古墳 〔福山市神辺町〕 1983年11月7日指定
- 八鳥塚谷横穴群 〔庄原市西城町〕 1984年1月23日指定
- 内堀の神代垣内落鉄穴跡（洗場） 〔庄原市東城町〕 1984年1月23日指定
- 旧寺古墳群 〔庄原市掛田町〕 1984年11月19日指定
- 高杉城跡 〔三次市高杉町〕 1984年11月19日指定
- 黒谷古墳 〔三原市大和町〕 1985年3月14日指定
- 帝釈名越岩陰遺跡 〔庄原市東城町〕 1985年12月2日指定
- 豊松堂面洞窟遺跡 〔神石高原町豊松〕 1985年12月2日指定
- 神田第二号古墳 〔世羅町堀越〕 1986年11月25日指定
- 迫山第一号古墳 〔福山市神辺町〕 1986年11月25日指定
- 五品嶽城跡 〔庄原市東城町〕 1987年3月30日指定
- カナクロ谷製鉄遺跡 〔世羅町黒渕〕 1987年12月21日指定
- 北塚古墳 〔福山市駅家町〕 1988年12月26日指定
- 丸子山城跡 〔呉市倉橋町〕 1988年12月26日指定
- 南山古墳 〔府中市上下町〕 1989年3月20日指定
- 大迫山古墳群 〔庄原市東城町〕 1989年11月20日指定
- 今田氏城館跡 〔北広島町今田〕 1989年11月20日指定
- 戸島大塚古墳 〔安芸高田市向原町〕 1990年12月25日指定
- 小鳥原砂鉄製錬場跡（大谷山たたら） 〔庄原市西城町〕 1991年4月22日指定
- 歳ノ神墳墓群 〔北広島町新郷〕 1991年4月22日指定
- 中出勝負峠墳墓群 〔北広島町新郷〕 1991年4月22日指定
- 蔀山城跡 〔庄原市高野町〕 1992年10月29日指定
- 石鎚山古墳群 〔福山市加茂町〕 1992年10月29日指定
- 唐櫃古墳 〔庄原市川西町〕 1993年2月25日指定
- 壬生西谷遺跡 〔北広島町壬生〕 1994年2月28日指定
- 糸井大塚古墳（糸井塚の本第一号古墳） 〔三次市糸井町〕 1994年10月31日指定
- 相方城跡 〔福山市新市町〕 1995年1月23日指定
- 豊平町中世製鉄遺跡群 〔北広島町豊平〕 1997年9月25日指定
- 槇ケ原製鉄遺跡 〔北広島町槇ケ原〕 1997年9月25日指定
- 矢栗製鉄遺跡 〔北広島町矢栗〕 1997年9月25日指定
- 坤束製鉄遺跡 〔北広島町坤束〕 1997年9月25日指定
- 松尾城跡 〔安芸高田市美土里町〕 2007年4月19日指定
- 辰の口古墳 〔神石高原町高光〕 2009年4月23日指定

### 名勝
- 石ケ谷峡 〔広島市佐伯区湯来町〕 1937年5月28日指定
- 弥栄峡 〔大竹市栗谷町〕 1949年8月12日指定
- 吉水園 〔安芸太田町加計〕 1951年7月10日指定
- 龍頭峡 〔福山市加茂町〕 1954年1月26日指定
- 常清滝 〔三次市作木町〕 1960年8月25日指定
- 千葉家庭園 〔海田町中店〕 1991年4月22日指定

### 天然記念物
- 豊浜のホルトノキ群叢 〔呉市豊浜町〕 1937年5月28日指定
- 忠海のウバメガシ樹叢 〔竹原市忠海町〕 1937年5月28日指定
- 上高野山の乳下りイチョウ 〔庄原市高野町〕 1937年5月28日指定
- ベニマンサク群叢 〔廿日市市大野〕 1937年5月28日指定
- 古保利の大ヒノキ 〔北広島町古保利〕 1942年6月9日指定
- 本地のクロガネモチ 〔北広島町本地〕 1942年6月9日指定
- 栗谷の蛇喰磐 〔大竹市栗谷町〕 1948年9月17日指定
- 大朝町の大アベマキ（矢熊のミヅマキ） 〔北広島町大塚〕 1948年9月17日指定
- 筒賀のイチョウ 〔安芸太田町上筒賀〕 1949年8月12日指定
- 津田の大カヤ 〔廿日市市津田〕 1949年10月28日指定
- 矢川のクリッペ 〔福山市山野町〕 1949年10月28日指定
- 上原谷石灰岩巨大礫 〔福山市山野町〕 1949年10月28日指定
- 御寺のイブキビャクシン 〔尾道市瀬戸田町〕 1949年10月28日指定
- 鹿川のソテツ 〔江田島市能美町〕 1950年3月22日指定
- 竹仁のシャクナゲ群落 〔東広島市福富町〕 1951年4月6日指定
- 赤屋八幡神社の社叢 〔世羅町赤屋〕 1951年4月6日指定
- 男鹿山スズラン南限地 〔世羅町青近〕 1951年4月6日指定
- ゴギ 〔庄原市西城町〕 1951年11月6日指定
- 熊野神社の老杉 〔庄原市西城町〕 1952年2月22日指定
- 吉水園のモリアオガエル 〔安芸太田町加計〕 1952年10月28日指定
- 東野のモッコク 〔広島市安佐南区東野〕 1953年4月3日指定
- 正伝寺のクロガネモチ 〔広島市安佐南区安古市町〕 1953年4月3日指定
- 蘇羅彦神社のスギ 〔庄原市本村町〕 1953年4月3日指定
- 福泉寺のカヤ 〔福山市加茂町〕 1953年10月20日指定
- 東酒屋の褶曲 〔三次市東酒屋町〕 1954年4月23日指定
- 冠高原のレンゲツツジ大群落 〔廿日市市吉和〕 1954年4月23日指定
- 長束の蓮華松 〔広島市安佐南区長束〕 1954年4月23日指定
- 大岐神社のムク 〔呉市豊浜町〕 1954年4月23日指定
- 東城川の甌穴 〔庄原市東城町〕 1954年4月23日指定
- 新庄の宮の社叢 〔広島市西区大宮〕 1954年6月30日指定
- 瀬戸田の単葉松 〔尾道市瀬戸田町〕 1954年11月11日指定
- 吉備津神社のサクラ 〔三次市甲奴町〕 1955年1月31日指定
- 須佐神社のフジ 〔三次市甲奴町〕 1955年1月31日指定
- 山中福田八幡神社のウラジロガシ 〔世羅町山中福田〕 1955年1月31日指定
- 光永寺のカヤ 〔三次市三和町〕 1955年1月31日指定
- 今高野山のカラマツ 〔世羅町甲山〕 1955年1月31日指定
- 鶴亀山の社叢 〔東広島市河内町〕 1955年9月28日指定
- 油木八幡の社叢 〔神石高原町油木〕 1957年2月5日指定
- 竹田のゲンジボタル及びその発生地 〔福山市神辺町〕 1958年8月1日指定
- 山波艮神社のウバメガシ 〔尾道市山波町〕 1959年7月15日指定
- 上湯川の八幡神社社叢 〔庄原市高野町〕 1959年10月30日指定
- 南の八幡神社社叢 〔庄原市高野町〕 1959年10月30日指定
- 円正寺のシダレザクラ 〔庄原市高野町〕 1959年10月30日指定
- 金屋子神社のシナノキ 〔庄原市高野町〕 1959年10月30日指定
- 速田神社のツクバネガシ 〔廿日市市友田〕 1960年3月12日指定
- 灰塚のナラガシワ 〔三次市三良坂町〕 1960年8月25日指定
- 熊野神社のシラカシ 〔三次市畠敷町〕 1960年8月25日指定
- 山家のヒイラギ 〔三次市山家町〕 1960年8月25日指定
- 安国寺のソテツ 〔福山市鞆町〕 1961年4月18日指定
- 仏通寺のイヌマキ 〔三原市高坂町〕 1961年11月1日指定
- 八栄神社の大ヒノキ 〔北広島町岩戸〕 1963年4月27日指定
- 仙酔島の海食洞窟 〔福山市鞆町〕 1966年9月27日指定
- 仙酔層と岩脈 〔福山市鞆町〕 1966年9月27日指定
- 福山衝上断層 〔福山市奈良津町､蔵王町〕 1969年4月28日指定
- 奈良津露頭 〔福山市奈良津町〕 1969年4月28日指定
- 蔵王城山露頭 〔福山市蔵王町〕 1969年4月28日指定
- 西城浄久寺のカヤ 〔庄原市西城町〕 1969年4月28日指定
- 御調八幡宮の社叢 〔三原市八幡町〕 1970年1月30日指定
- 上布野・二反田逆断層 〔三次市布野町､君田町､布野町〕 1970年1月30日指定
- 宇津戸領家八幡神社の社叢 〔世羅町宇津戸〕 1971年4月30日指定
- 佐々部のカキノキ 〔安芸高田市高宮町〕 1971年12月23日指定
- 原田のエノキ 〔安芸高田市高宮町〕 1971年12月23日指定
- 神原のシダレザクラ 〔広島市佐伯区五日市町〕 1973年3月28日指定
- 横目堂のイチイ 〔庄原市川西町〕 1973年3月28日指定
- 諏訪神社のシラカシ林・コケ群落 〔庄原市高門町〕 1973年3月28日指定
- 下豊松鶴岡八幡神社社叢 〔神石高原町下豊松〕 1975年4月8日指定
- 海田観音免のクスノキ 〔海田町畝2丁目〕 1975年4月8日指定
- 板井谷のコナラ 〔庄原市東城町〕 1976年6月29日指定
- 小奴可の要害桜 〔庄原市東城町〕 1976年6月29日指定
- 出店権現のウラジロガシ 〔安芸高田市美土里町〕 1976年6月29日指定
- 摺滝化石植物群（暁新世）産地 〔三次市作木町〕 1976年6月29日指定
- 馬木八幡神社の社叢 〔広島市東区馬木〕 1978年1月31日指定
- 湯木のモミ 〔庄原市口和町〕 1978年1月31日指定
- 大屋のサイジョウガキ 〔庄原市西城町〕 1978年1月31日指定
- 山中福田のツバキ 〔世羅町山中福田〕 1978年10月4日指定
- 仁賀のシラカシ群 〔三次市三良坂町〕 1978年10月4日指定
- 北村神社の巨樹群 〔庄原市西城町〕 1978年10月4日指定
- 平子のタンバグリ 〔庄原市西城町〕 1978年10月4日指定
- 垂水天満宮のウバメガシ群落 〔尾道市瀬戸田町〕 1978年10月4日指定
- 阿弥陀寺のビャクシン 〔尾道市向島町〕 1978年10月4日指定
- 唯称庵跡のカエデ林 〔安芸高田市甲田町〕 1978年10月4日指定
- 原田のヤマナシ 〔安芸高田市高宮町〕 1979年3月26日指定
- 土師のチュウゴクボダイジュ 〔安芸高田市八千代町〕 1979年11月2日指定
- 宍戸神社の社叢 〔安芸高田市甲田町〕 1979年11月2日指定
- 敷名八幡神社の社叢 〔三次市三和町〕 1980年1月18日指定
- 亀山八幡神社のツガ 〔神石高原町小畠〕 1981年4月17日指定
- 教西寺のツバキ 〔神石高原町時安〕 1981年4月17日指定
- 西酒屋の備北層群大露頭 〔三次市西酒屋町〕 1981年11月6日指定
- 福成寺の巨樹群 〔東広島市西条町〕 1982年10月14日指定
- 都志見のアスナロ 〔北広島町都志見〕 1983年3月28日指定
- 熊野新宮神社の大スギ 〔北広島町志路原〕 1983年3月28日指定
- 三次の地蝋産地 〔三次市高杉町〕 1983年11月7日指定
- 梶ノ木の大スギ 〔安芸太田町梶ノ木〕 1984年1月23日指定
- 菅のムクノキ 〔尾道市御調町〕 1984年1月23日指定
- 仁野のナナミノキ 〔尾道市御調町〕 1984年1月23日指定
- 祝詞山八幡神社のコバンモチ群落 〔東広島市安芸津町〕 1984年11月19日指定
- 川尻のソテツ 〔呉市川尻町〕 1984年11月19日指定
- 大原のクロガネモチ 〔江田島市大柿町〕 1985年3月14日指定
- 井永のシラカシ 〔府中市上下町〕 1985年12月2日指定
- 矢野のケンポナシ 〔府中市上下町〕 1985年12月2日指定
- 東酒屋の海底地すべり構造 〔三次市東酒屋町〕 1985年12月2日指定
- 吉田のギンモクセイ 〔三原市久井町〕 1986年11月25日指定
- 莇原のオガタマノキ 〔三原市久井町〕 1986年11月25日指定
- 本宮八幡神社の社叢 〔東広島市豊栄町〕 1987年12月21日指定
- 畝山神社の巨樹群 〔東広島市豊栄町〕 1987年12月21日指定
- 洗川の谷渡り台杉 〔安芸太田町洗川〕 1987年12月21日指定
- 艮神社のクスノキ群 〔尾道市長江〕 1988年12月26日指定
- 領家八幡神社の社叢 〔庄原市総領町〕 1989年11月20日指定
- 迦具神社の大イチョウ 〔三次市作木町〕 1990年12月25日指定
- 森山のサイジョウガキ 〔三次市作木町〕 1990年12月25日指定
- 下領家のエドヒガン 〔庄原市総領町〕 1991年12月12日指定
- 行縢八幡神社の大木群 〔府中市行縢町〕 1991年12月12日指定
- 本山のシャシャンボ 〔大崎上島町中野〕 1992年10月29日指定
- 楠神社のクスノキ 〔竹原市忠海町〕 1992年10月29日指定
- 千鳥別尺のヤマザクラ 〔庄原市東城町〕 1994年2月28日指定
- 森湯谷のエドヒガン 〔庄原市東城町〕 1994年2月28日指定
- 帝釈始終のコナラ 〔庄原市東城町〕 1994年2月28日指定
- 新免郷谷のエノキ 〔庄原市東城町〕 1994年2月28日指定
- 上市のイロハモミジ群 〔庄原市総領町〕 1994年10月31日指定
- 下草井八幡神社のツガ 〔三原市大和町〕 1995年9月21日指定
- 国留のヤブツバキ 〔府中市上下町〕 1995年9月21日指定
- 津田明神の備北層群と粗面岩 〔世羅町下津田〕 1998年9月21日指定
- 鏡浦の花崗岩質岩脈 〔尾道市因島鏡浦町〕 2005年4月18日指定

### 名勝・天然記念物
- 二級峡〔呉市広町､郷原町〕 1949年10月28日指定